# جوزيف موراي
جوزيف إدوارد موراي (بالإنجليزية: Joseph Edward Murray)‏؛ (1 أبريل 1919 - 26 نوفمبر 2012 )، هو جراح تجميل أمريكي متقاعد، أجرى أول عملية نقل كلية من شخص بالغ إلى توأمه المتماثل سنة 1954.
تقاسم موراي جائزة نوبل في الطب سنة 1990 مع مواطنه إ. دونل توماس لأبحاثهما حول زراعة الأعضاء والخلايا.

## حياته
ولد موراي سنة 1919، لوليام موراي وماري دي باسكوال، ونشأ في مدينة ميلفورد بولاية ماساتشوسيتس، وكان من أبطال الرياضة بمدرسة ميلفورد الثانوية، حيث تفوق في كرة القدم الأمريكية وهوكي الجليد والبيسبول. ولدى تخرجه في تلك المدرسة، التحق موراي بكلية الصليب المقدس في ورسستر بولاية ماساتشوسيتس، وهناك اضطر إلى ترك رياضته المفضلة ـ البيسبول ـ لتعارض أوقات ممارستها مع أوقات دراسته الطبية المعملية. ثم انضم موراي لاحقاً إلى مدرسة هارفارد الطبية، وعقب تخرجه انضم إلى الجيش الأمريكي، وهناك درس الجراحة بمستشفى فالي فورج العام بولاية بنسلفانيا.
وفي سنة 2001 نشر موراي سيرته الذاتية تحت عنوان «جراحة الروح: تأملات حول مهنة غريبة» (بالإنجليزية: Surgery Of The Soul: Reflections on a Curious Career)‏، ويحكي فيه عن تجاربه المهنية.

## حياته العملية
في ديسمبر 1954 أجرى موراي أول عملية ناجحة في العالم لنقل كلية بين توأمين متماثلين، وكان ذلك في مستشفى «بيتر بنت بريغام» في بوسطن بولاية ماساتشوستس، وكان مساعده في تلك العملية الدكتور ج. هارتويل هاريسون (1909 ـ 1984) وعدد من الأطباء والجراحين المرموقين آنذاك. وفي سنة 1959 أجرى أول عملية ناجحة لنقل الأعضاء بين شخصين غير متماثلين، وفي سنة 1962 أجرى أول نقل كلية من شخص متوفى. وقد أصبح موراي ـ خلال الأعوام التالية ـ من رواد دراسة بيولوجيا زراعة الأعضاء، واستخدام العقاقير المثبطة للمناعة، ودراسة آليات رفض الأعضاء. وفي حقبة الستينيات تمكن موراي ـ نتيجة اكتشاف الأدوية المضادة لرفض الأعضاء (مثل عقار آزاثيوبرين) ـ من إجراء عمليات نقل الأعضاء بين أشخاص ليست بينهم صلة قرابة.
عمل موراي بوظيفة كبير جراحي التجميل بمستشفى الأطفال بمدينة بوسطن بين عامي 1972 و1985، وتقاعد سنة 1986 من عمله كأستاذ متفرغ للجراحة بمدرسة هارفارد الطبية.

## روابط خارجية
- جوزيف موراي على موقع الموسوعة البريطانية (الإنجليزية)
- جوزيف موراي على موقع مونزينجر (الألمانية)
- جوزيف موراي على موقع إن إن دي بي (الإنجليزية)